# Kucalo
Kucalo je dio vrata, prethodnik kućnog zvona, koji služi kako bi se ukućanima najavila prisutnost vanjskih posjetioca. Obično je učvrćeno na vrata te je od metala i ima podložni dio (ili udara u sama vrata). Kucala mogu biti posve obična, ali ima i onih koja su bogato urešena.

## Tipologija
Njemački profesor Franz Sales Meyer razlikovao je 3 osnovne vrste kucala: prsten (alka), udarač te ukrasna kucala, obično u obliku životinje.